# 竹内惣右衛門
竹内 惣右衛門（たけうち そうえもん）は、安土桃山時代の人物。長宗我部氏の家臣、一領具足。

## 略歴
関ヶ原の戦いで敗れ、改易された長宗我部盛親に土佐国半国を与えるよう要求し、新国主・山内一豊に反発、浦戸城に篭り、一揆の物頭となる。この浦戸一揆は50日間ほど抵抗するが、一豊に先立って入国した弟・山内康豊や、井伊直政の計略によって、旧臣の一部・桑名吉成らが投降したために城を奪われ、自害した。
『土佐物語』巻第二十「山内一豊土佐国拝領 浦戸一揆の事」においては、「竹ノ内惣左衛門」と表記されており、8名の一領具足の大将が討死した後、何の為に惜しむ命ぞといって、他の者と出撃して討死したと記述されている。